# Calliostoma multiliratum
Calliostoma multiliratum is een slakkensoort uit de familie van de Calliostomatidae. De wetenschappelijke naam van de soort is voor het eerst geldig gepubliceerd in 1875 door Sowerby II.